# Puffinus pacificoides
Puffinus pacificoides je izumrla vrsta morske ptice iz porodice zovoja. 
Živio je za vrijeme pleistocena. Poznat je samo iz subfosilnih ostataka nađenih na otoku Sveta Helena u južnom Atlantiku. Vjerojatno je izumro krajem posljednjeg ledenog doba ili u ranom holocenu, kada je klima postala toplija.

## Vanjske poveznice
|  | Wikivrste imaju podatke o taksonu Puffinus pacificoides |